# Cuenca polar septentrional

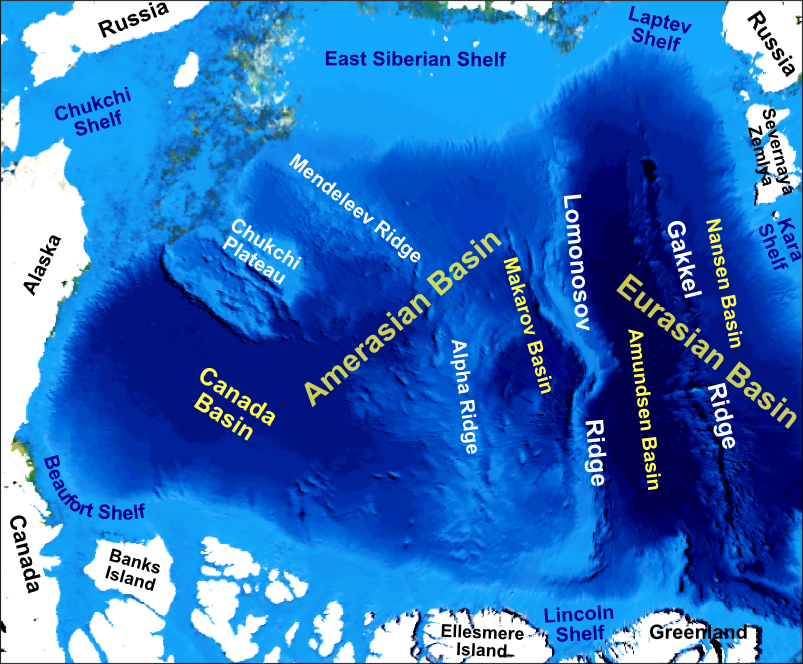
Principales características batimétricas del Océano Ártico.

La cuenca polar septentrional o llanura abisal del Polo es una cuenca oceánica o depresión marina en el océano Ártico, que se encuentra localizada debajo del Polo Norte geográfico.
La misma está formada por dos partes principales, la cuenca amerasiana (también cuenca polar central) y la cuenca euroasiática (también cuenca noruega), que están separadas por la dorsal de Lomonosov, una dorsal oceánica que corre entre el norte de Groenlandia y las islas de Nueva Siberia. La cuenca está limitada por las plataformas de Eurasia y Norteamérica.
Esta es la región con mayor profundidad del océano Glacial Ártico. Su profundidad máxima es de 5.450 m. 

## Historia
Hubo una expedición a la cuenca polar septentrional por Fridtjof Nansen y Otto Sverdrup en el Fram en 1893-1896. Roald Amundsen navegó por la cuenca polar septentrional entre 1922 y 1924.